# جنی روناکر
جنی روناکر (به انگلیسی: Jenny Runacre)(زاده ۱۸ اوت ۱۹۴۶) بازیگر انگلیسی متولد آفریقای جنوبی است.
از فیلم‌هایی که وی در آن نقش داشته‌است می‌توان به حرفه: خبرنگار اشاره کرد.